# Коломієць Федір Федорович
Фе́дір Фе́дорович Коломі́єць (позивний «Металург»; 9 квітня 1981, м. Алчевськ Луганської області — 5 вересня 2014, поблизу с. Весела Гора Слов'яносербського району Луганської області) — український військовик, боєць 24-го батальйону територіальної оборони «Айдар».

## Життєпис

Похорон бійця «Айдару» Федора Коломійця. Побратими біля могили Героя.

Народився 1981 року в місті Алчевськ (Луганська область). Учасник Революції Гідності.
5 вересня 2014 року російські диверсанти здійснили атаку із засідки на бійців 2-ї роти батальйону поблизу с. Весела Гора під Луганськом. Комбат розповів, що до колони вийшли люди з українським прапором, і коли машини зупинились, то по них відкрили вогонь із засідки з кулеметів. Потім добивали поранених пострілами.
У зв'язку зі ситуацією в рідному Алчевську близькі загиблого попросили поховати його в Західній Україні — за однією з версій мати відмовилась сприйняти сина-«бандерівця». Похований 12 вересня на Микулинецькому кладовищі в Тернополі поряд із бойовим побратимом Андрієм Юркевичем, який загинув у тому ж бою.

## Вшанування
- 5 вересня 2015 року на могилі Федора Коломійця освятили пам'ятник.[3]
- Його портрет розміщений на меморіалі «Стіна пам'яті полеглих за Україну» у Києві: секція 4, ряд 10, місце 2
- Вшановується в меморіальному комплексі «Зала пам'яті», в щоденному ранковому церемоніалі 5 вересня[4]

### Відзнаки
- За особисту мужність і героїзм, виявлені у захисті державного суверенітету та територіальної цілісності України посмертно нагороджений орденом «За мужність» ІІІ ступеня[5].
- «Почесний громадянин міста Тернополя» (2015) — за особисту мужність і високий професіоналізм, який виявлений у захисті державного суверенітету та територіальної цілісності України[6].
- нагрудний знак «За оборону Луганського аеропорту» (посмертно)